# Římskokatolická farnost Třebařov
Římskokatolická farnost Třebařov je jedno z územních společenství římských katolíků v děkanátu Svitavy s farním kostelem Nejsvětější Trojice v děkanátu Svitavy.

## Historie farnosti
Zatím první písemná zmínka o Třebařově je na královské zakládací listině z roku 1267. Boreš z Rýzmburka, jeden z představitelů starého šlechtického rodu a vysoký královský komorník nejdříve krále Václava I. a posléze jeho syna krále Přemysla Otakara II., založil augustiniánský klášter Corona Sanctae Mariae (Koruna Panny Marie) a obdaroval jej dvaceti lány v Třebařově, jako i dalšími polnostmi, mlýny a dvory v okolí. Farní kostel Nejsvětější Trojice původně z roku 1769 (jeho sakristii tvoří kaple z roku 1736) stojí v horní části obce. Zvon kostela pochází z roku 1533.

## Duchovní správci
Do června 2017 zde jako administrátor působil R. D. Mgr. Pavel Jagoš. Toho od července téhož roku vystřídal R. D. Mgr. Karel Macků.

## Bohoslužby
| Kostel              | Místo    | Bohoslužba (den)       | Hodina                                    | Poznámka     |
| ------------------- | -------- | ---------------------- | ----------------------------------------- | ------------ |
| Nejsvětější Trojice | Třebařov | neděle pondělí čtvrtek | 11.00 16.00 (zimní čas)/18.00 (letní čas) | Farní kostel |

## Aktivity farnosti
Každoročně se ve farnosti koná tříkrálová sbírka, v roce 2017 se při ní vybralo 13 586 korun.